# Une fourmi de dix-huit mètres
Une fourmi de dix-huit mètres est une poésie de Robert Desnos écrite pour les enfants et publiée en 1944.

## Historique
Cette poésie fait partie des 30 Chantefables pour les enfants sages à chanter sur n'importe quel air, un recueil publié pour la première fois en mai 1944, dans la collection « Pour les enfants sages » de la librairie Gründ.
Elle a été chantée par Juliette Greco, sur une musique de Joseph Kosma, et publiée sur disque 78T Columbia DF3367 CL8.845 en 1950. La chanson est au catalogue éditorial de Enoch & Cie. Elle sera plusieurs fois réenregistrée par l'artiste au long de sa carrière.
Elle est fréquemment apprise par les enfants en France à la maternelle ou à l'école primaire.

## Source
- Sur comptines.tv